# Alegorická socha Evropa (Lysá nad Labem)
Alegorická socha Evropa je součástí souboru alegorií světadílů v zámeckém parku v Lysé nad Labem. Socha je umístěna na jižním schodišti francouzského libosadu. Autorem sochy je dílna Matyáše Bernarda Brauna, konkrétně „Sochař z Benátek“, jímž by mohl být snad František Adámek nebo Jan Dlouhý-Lang. Originální alegorie vznikla kolem roku 1735. V zámeckém parku je v současnosti umístěna kopie originálu z roku 1958.

## Popis
Evropa s tiárou a chrámem je zpodobněna jako hlavní centrum křesťanství. Alegorie zaujímá totožný postoj jako alegorická socha Afriky. Pravou nohou našlapuje na okrouhlou nádobku. Za pravou nohou se nalézá roh hojnosti, naplněný hrozny vína. Evropa roh přidržuje svou levou rukou. V pravé ruce objímá oktogonální centrálu, kterou Ivo Kořán ztotožňuje se svatopetrským chrámem. U levé nohy vidíme poté papežskou tiáru. Baculatá tvářička má na hlavě nasazený symbol moci a důstojnosti, královskou korunu. Zpod nasazené koruny se derou na svět kudrnaté kadeře putti.
Alegorie Evropy je oděna do pláště, jenž jí zahaluje klín a záda, na kterých plášť vytváří mohutné záhyby.